# بتی بوپ
بتی بوپ (انگلیسی: Betty Boop) یک شخصیت کارتونی است که توسط گریم ناتویک به‌درخواست مکس فلایشر خلق شد. برخی می گویند این شخصیت بر اساس کاریکاتور چهره خواننده آمریکایی، هلن کین طراحی شده است.